# Daisuke Tonoike
Daisuke Tonoike (født 29. januar 1975) er en tidligere japansk fodboldspiller.
Han har spillet for flere forskellige klubber i sin karriere, herunder Shonan Bellmare og Yokohama F. Marinos.